# Lopito
Fernando López Huete (Jaén, 30 de septiembre de 1992), más conocido como Lopito, es un futbolista español que juega actualmente en el Atlético Mancha Real.

## Trayectoria
Lopito fue fichado muy pronto por la Unión Deportiva Almería donde jugó en su juvenil durante dos temporadas. En la temporada 2011-12 comienza su carrera como profesional en la UD Almería "B", consiguiendo además el objetivo de la temporada, la permanencia. La siguiente temporada también la jugó en el filial almeriense. 
En la 2013-14 ficha por el Linares Deportivo con el objetivo de ascender de categoría, a Segunda División B. Esa campaña quedan subcampeones de grupo pero no consiguen el ascenso. A la temporada siguiente, finalmente se consiguió el ascenso con una gran temporada finalizando campeones de grupo y con un sensacional Lopito en el play-off de ascenso.
Finalmente, en la 2015-16, Lopito vuelve a disputar la categoría de bronce tras haberlo hecho en sus dos campañas en el Almería "B". El Linares consigue la permanencia esa campaña gracias a un gran Lopito en la promoción de permanencia.
Para la siguiente campaña, la 2016-17, el Linares vuelve a finalizar en la posición 16.º y disputa nuevamente la promoción de permanencia. El equipo de Lopito acabaría descendiendo tras perder la eliminatoria contra el Burgos CF.
Tras finalizar la temporada, Lopito pone fin a su vinculación con el Linares Deportivo y ficha en verano por el CP Villarrobledo pero tras unos problemas con la directiva del club rescinde su contrato. Entonces ficha por el CP Cacereño donde juega numerosos partidos pero, sin embargo, decide marchar.
Actualmente, desde noviembre de 2017 juega en el Atlético Mancha Real.

## Clubes
| Club                 | País   | Año       |
| -------------------- | ------ | --------- |
| UD Almería B         | España | 2011-2014 |
| Linares Deportivo    | España | 2014-2017 |
| CP Villarrobledo     | España | 2017      |
| CP Cacereño          | España | 2017-2018 |
| Linares Deportivo    | España | 2018-2019 |
| Algeciras CF         | España | 2019-2020 |
| Real Jaén CF         | España | 2020      |
| Atlético Mancha Real | España | 2020-     |

## Palmarés

### Torneos nacionales
- Tercera División de España (1): 2014-15.
- Subcampeón de Tercera División de España (1): 2013-14.

### Torneos regionales
- Copa Presidente de la Diputación de Jaén (1):  2014-15.
- Fase de Andalucía Oriental y Melilla de la Copa Federación (4):  2011-12, 2012-13, 2014-15 y 2016-17.